# هانس كويست
هانس كويست (بالألمانية: Hans Quest)‏ (و. 1915 – 1997 م) هو مؤدي أصوات، ومخرج أفلام، وممثل مسرحي، وممثل أفلام ألماني، ولد في هرفورد، توفي في ميونخ، عن عمر يناهز 82 عاماً، بسبب سرطان.

## جوائز
حصل على جوائز منها:

وسام الصليب من رتبة استحقاق من جمهورية ألمانيا الاتحادية

## وصلات خارجية
- هانس كويست على موقع IMDb (الإنجليزية)
- هانس كويست على موقع ألو سيني (الفرنسية)
- هانس كويست على موقع ميوزك برينز (الإنجليزية)
- هانس كويست على موقع أول موفي (الإنجليزية)
- هانس كويست على موقع قاعدة بيانات الأفلام السويدية (السويدية)
- هانس كويست على موقع ديسكوغز (الإنجليزية)
- هانس كويست على موقع قاعدة بيانات الفيلم (الإنجليزية)
- هانس كويست على موقع كينوبويسك (الروسية)